# .am
.am – krajowa domena internetowa najwyższego poziomu przypisana dla stron internetowych z Armenii, jest aktywna od 1994 roku i administrowana przez ISOC-AM, lokalny oddział Internet Society.

## Regulacje
Rejestrowanie domen w TLD .am podlega następującym regulacjom:
- armeńskie prawo zakazuje umieszczania stron o charakterze obscenicznym na domenie .am,
- można rejestrować każdą domenę poza ogólnymi, takimi jak com.am, gov.am, net.am, itp., które są ograniczone terytorialnie,
- każda nazwa domeny jest wpierw weryfikowana. Weryfikacja wymaga 2 albo 3 dni pracy,
- AM-NIC zaczyna używać IPv6 w zgodzie z globalnym systemem DNS,
- nazwy zgodne z Unicode będzie można rejestrować gdy AM-NIC w pełni przejdzie na IPv6.

## Informacje dodatkowe
Domena .am, analogicznie jak .tv (przez stacje telewizyjne) albo .fm (przez rozgłośnie radiowe nadające z modulacją FM), jest wykorzystywana przez rozgłośnie radiowe nadające z modulacją AM.